# Hieronim Rozdrażewski (zm. 1600)
Hieronim Rozdrażewski herbu Doliwa (ur. ok. 1546 w Krakowie, zm. 6 lutego 1600 w Rzymie) – pochodzący z wielkopolskiego rodu Rozdrażewskich dyplomata i duchowny katolicki, biskup kujawski, sekretarz wielki koronny od 1574 roku, prepozyt płockiej kapituły katedralnej w latach 1574–1581, sekretarz królewski Zygmunta II Augusta i Stefana Batorego, bibliofil, mecenas sztuki.

## Życiorys
Syn Stanisława Rozdrażewskiego (kasztelana rogozińskiego, zm. 1564) i Zuzanny z Myszkowskich. W dzieciństwie przebywał wraz z braćmi we Francji, na dworze Henryka Walezego; nauki pobierał w latach 1561–1568 w Ingolstadt i w Rzymie. Uzyskał święcenia kapłańskie od papieża Piusa V.
W 1567 otrzymał prepozyturę katedralną we Wrocławiu; ze względu na silny opór kapituły objął ją jednak dopiero w 1570. Od 1573 brał udział w życiu politycznym Polski; w tym czasie jego obowiązki we Wrocławiu pełnił na jego prośbę przyszły biskup Andreas von Jerin. W 1575 podpisał elekcję cesarza Maksymiliana II Habsburga.
W 1578 Rozdrażewski zrezygnował z prepozytury na rzecz Jerina, a w 1582 dzięki poparciu Stefana Batorego objął biskupstwo kujawskie; tam udało mu się, dzięki zręcznej polityce, uzyskać od papieża Klemensa VIII dodatkowe uprawnienia umacniające go na tym stanowisku. W 1589 roku był sygnatariuszem traktatu bytomsko-będzińskiego.
W 1584 ulokował wieś w centralnej Polsce, nadając jej nazwę Rozdrażew, wprost powiązaną z jego nazwiskiem. Ze względu na trudność wymowy, nazwa przez wieki ewoluowała aż do obecnej postaci, która brzmi Zarzew. Dziś to jedno z większych osiedli mieszkaniowych wschodniej części miasta Łodzi.
W latach 1582–1600 przekształcił wnętrza i rozbudował zamek w Raciążku (woj. kujawsko-pomorskie), tworząc z niej obronną rezydencję w stylu późnego renesansu. Dysponował także rezydencją (zachowanym do dziś zespołem pałacowym biskupów kujawskich) w Wolborzu. W 1586 ufundował we wrocławskiej katedrze epitafium swojej matki.
Hieronim Rozdrażewski miał starszych braci: Jana (zm. 1585) oraz Stanisława (1540–1619), jezuitę i pierwszego rektora Kolegium Jezuitów w Pułtusku; młodszy brat Krzysztof (ur. 1547) w służbie u Stefana Batorego zginął trafiony rosyjską kulą w oblężeniu Wielkich Łuk w 1580. Miał też dwie siostry Annę i Dorotę, a także jeszcze jednego brata Mikołaja, który jednak najpewniej zmarł w dzieciństwie. Stryjecznym bratem Hieronima był podkomorzy i kasztelan poznański Jan Rozdrażewski.
Zgodnie z ostatnim życzeniem, wyrażonym u schyłku życia przez ciężko chorego biskupa, jego ciało pochowano w kościele Il Gesù w Rzymie.